# Перге
Перге (грчки Περγη, хетитски Parḫa) је древни град удаљен 14 километара  од јужне обале Турске и 16 километара североисточно од Анталији (древна Attaleia) у Аксу. То је, после Сидеа, био је то најважнији град у античкој провинцији Памфилији. До данас сачуване рушевине даја добар приказ градског комплекса из касног хеленистичко- римског периода.

## Историја
У непосредној близини налазишта, пронађени су налази из раног бронзаног доба. Град се као "Parha" помиње у  државном уговору великог хетитског краља Тудхалија IV и његовог вазала око 1235. п.н.е. Потврду овоме налазимо у  постојању насеље из касног бронзаног доба а чији су остаци откривени и објављени 2010. Мало је археолошких доказа из хетитског периода као и доказа о грчкој имиграцији која се, према локалној традицији, наводно догодила наконТројанског рата. Перге се враћа у историју као грчки Памфилски град под великим утицајем Родоса и са блиским контактима са Кипром. У наредном периоду заједно са целом Памфилијом, мења се наизменично власт Персијанаца и Атињана, све док није био заузет од стране Александра Великог, који са својом војском долази из ликијског града Фаселиса. Пут између ова два града је описан као дуг и тежак. Александрову власт прати власт Селеукида и Римљана. Перге је познато по обожавању Артемиде, чији је храм стајао на брду ван града и у чију част су се славили годишњи празници.
46. године нове ере, према Делима апостолским, свети Павле је отпутовао у Пергу, одатле продужио у Антиохију у Пизидији, а затим се вратио у Пергу где је проповедао реч Божију (Дела 14,25). Затим је напустио град и отишао у Аталеју (Анталију).
Важност Перге, као секуларног града, током касног римског доба је опала.
У првој половини 4. века, за време владавине Константина Великог (324-337), Перга је постала важан центар хришћанства, које је убрзо постало званична религија Римског царства. Град је задржао статус хришћанског центра у 5. и 6. веку.
У византијско доба био је седиште епископа. Данас је Перге само титуларна бискупија Римокатоличке цркве. 

## Рушевине
Античко позориште Перге је примало 14.000 гледалаца и једно је од највећих те врсте. Сачувана је половина позорнице у пуној висини. И данас се могу видети делови раније декорације са мермерним фризовима и рељефима, зидне облоге и нише са статуама . Укупно позориште има 48 редова седишта и са врха се пружа величанствен панорамски поглед на цео разрушени град и околину.
Између позоришта и града налази се велики, добро очуван стадион са 15.000 места и 50 сводова, који подупиру добро очуване редове седишта. Делимично су служиле као трговине, а сваки трећи као прилаз.
Већи остатак града лежи иза импресивних бедема . Саграђени су у трећем веку пре нове ере - вероватно под утицајем Александровог брзог заузимања града. Иза првих овалних кула отварају се широке и дугачке колонаде .
Моноптерос Тихе, богиње среће, стоји на великој агори . На путу до града пратите рушевине палате из царског доба и велику палестру, која је део велике гимназије .
На западној капији су терме - види се и аквадукт - а иза њих некропола . Најважнији саркофази и статуе сада се налазе у Археолошком музеју Анталије.

## Личности
Перге је родно место математичара Аполонија из Пергеа .

## Weblinks
- „Die Grabung in Perge — Klassische Archäologie”. uni-giessen.de. Приступљено 2021-08-13.[мртва веза]
- „Die türkische Südküste in der Antike - Perge in Pamphylien - Beschreibung”. histolia.de. Приступљено 2021-08-13.
- Perge Guide and Photo Album
- Over 500 pictures including 2013 excavations
- Perge photo